# 2021
Il 2021 (MMXXI in numeri romani) è un anno  del XXI secolo.

## Eventi

### Gennaio
- 1º gennaio:
  - Il Portogallo assume la presidenza di turno dell'Unione Europea.[1]
  - Entra in vigore la zona di libero scambio del continente africano (AFCFTA).[2]
  - Cuba unifica il suo sistema monetario dopo 27 anni: termina la doppia circolazione tra il peso cubano e il peso cubano convertibile, che viene messo fuori corso e abbandonato definitivamente.[3]
- 4 gennaio: 
  - il confine fra Qatar e Arabia Saudita viene riaperto a seguito della conclusione della crisi diplomatica con le monarchie del Golfo.[4]
  - Un giudice britannico blocca l'estradizione di Julian Assange agli Stati Uniti d'America, mentre il Messico gli offre asilo politico.[5]

- 6 gennaio:

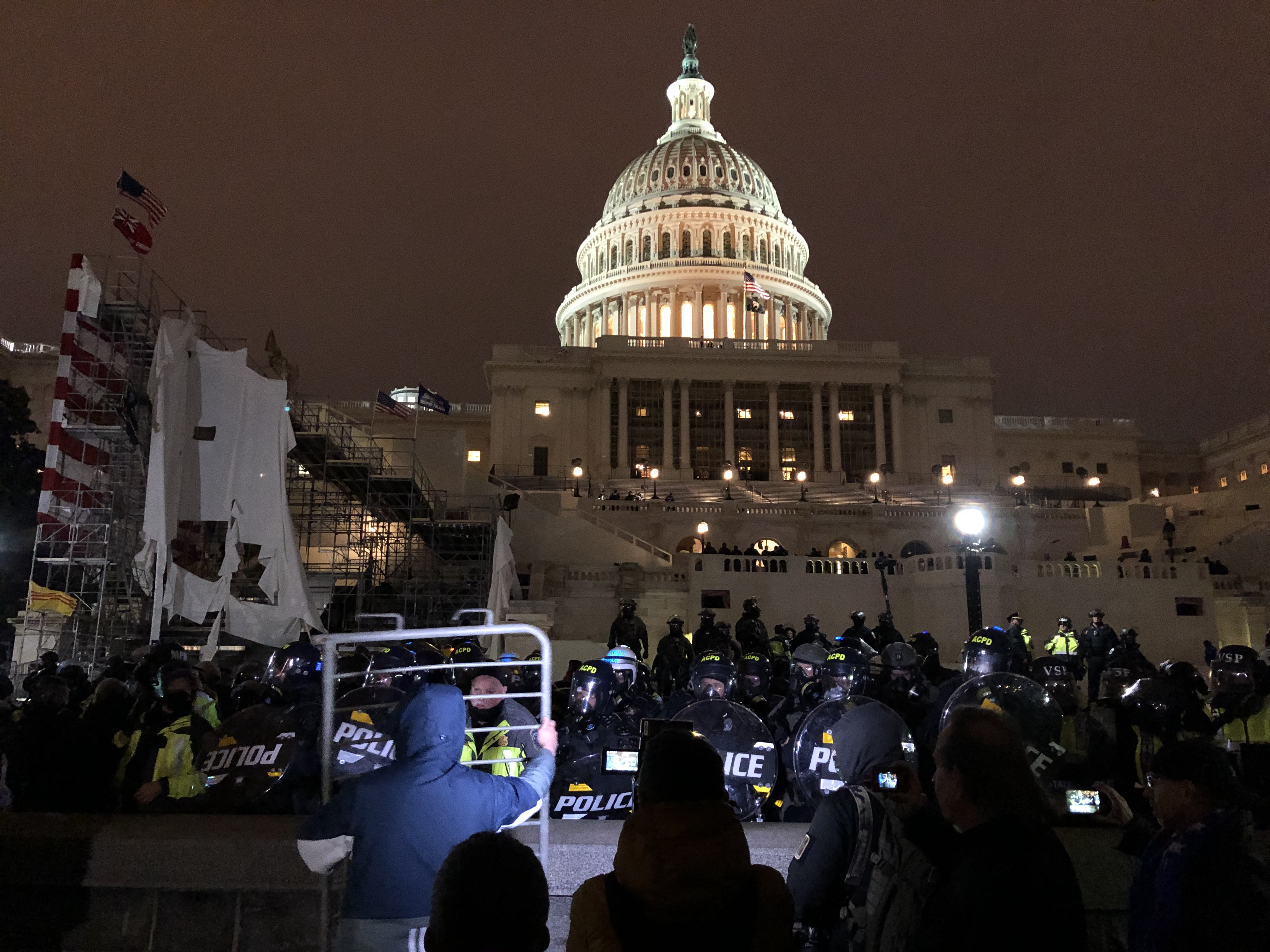
Polizia antisommossa e manifestanti durante l’assalto al Campidoglio degli Stati Uniti la sera del 6 gennaio

  - A Washington, manifestanti a favore del presidente repubblicano uscente Donald Trump riescono a fare irruzione all'interno del Campidoglio, durante la sessione di certificazione della vittoria del presidente eletto Joe Biden. La sessione viene immediatamente interrotta, i parlamentari e il vicepresidente Mike Pence vengono fatti evacuare e l’edificio viene blindato; cinque persone muoiono negli scontri a fuoco o nella calca.[6][7]
  - La polizia di Hong Kong arresta 53 attivisti antigovernativi in base alla legge sulla sicurezza nazionale.[8]
- 9 gennaio: un Boeing 737-500 con 62 persone a bordo, partito da Giacarta e diretto nella provincia indonesiana del Kalimantan Occidentale, precipita nel Mar di Giava 4 minuti dopo il decollo.[9] Tutti gli occupanti restano uccisi.
- 10 gennaio: elezioni parlamentari in Kazakistan.
- 13 gennaio: a Lione avviene il primo trapianto nella storia di entrambi gli arti superiori.[10]
- 14 gennaio: la Camera dei rappresentanti degli Stati Uniti avvia l'iter di impeachment nei confronti del Presidente uscente Donald Trump, con l'accusa di aver incitato all'insurrezione durante l'assalto al Campidoglio. Trump è il primo Presidente degli Stati Uniti ad esser stato messo in stato d'accusa per due volte.[11]
- 15 gennaio: un violento terremoto colpisce l'isola Indonesiana di Sulawesi, causando oltre 105 morti.[12][13]
- 20 gennaio: Joe Biden presta giuramento come 46º Presidente degli Stati Uniti d'America.
- 21 gennaio: a Baghdad in un attentato kamikaze muoiono 35 persone mentre 80 rimangono ferite.[14]
- 24 gennaio: in Portogallo si tengono le elezioni presidenziali.[15]
- 25 gennaio: inizia il Forum economico mondiale, per la prima volta virtuale a causa della pandemia di COVID-19.[16]
- 28 gennaio: nella capitale libanese Beirut hanno luogo grandi proteste antigovernative. Negli scontri con le forze dell'ordine muore una persona e altre 200 vengono ferite.[17]
- 29 gennaio: a Cuba, tra la provincia di Holguín e Guantánamo, un elicottero militare si schianta provocando 5 morti.[18]

### Febbraio
- 1º febbraio: 

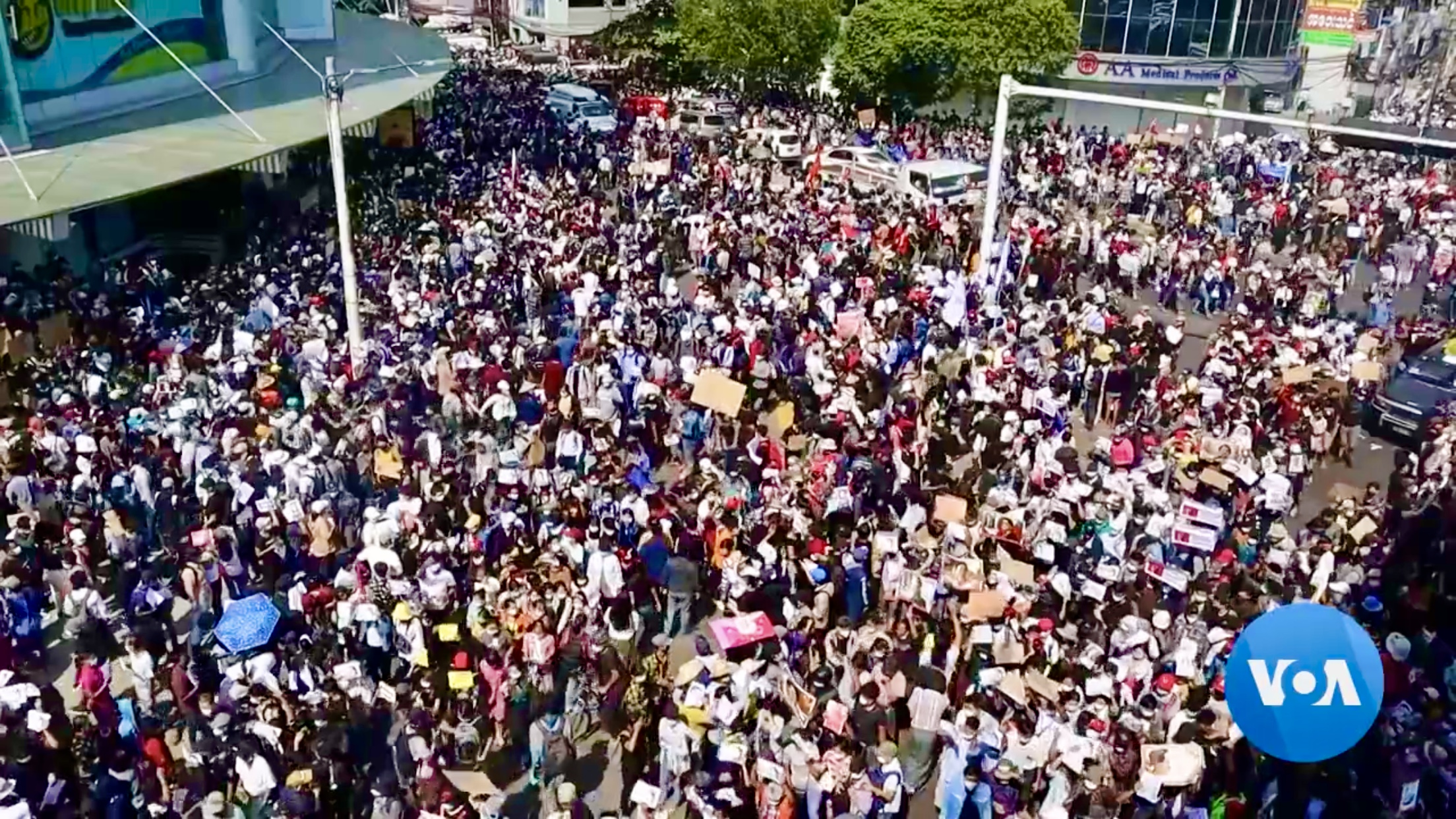
Proteste contro la dittatura militare birmana insediatasi dopo il colpo di Stato del 1º febbraio

  - Colpo di Stato militare in Birmania: la Consigliera di Stato Aung San Suu Kyi viene arrestata e il Presidente della Repubblica viene rimosso dalla carica; Min Aung Hlaing diventa il leader dello Stato e Myint Swe il Presidente.[19]
  - Il Kosovo instaura relazioni diplomatiche con Israele, riconoscendo Gerusalemme come capitale.[20]
- 5 febbraio: a Ginevra nella sede dell'ONU vengono eletti i nuovi Presidente e Primo Ministro di transizione della Libia per portare il paese a nuove elezioni, frutto di un accordo tra le varie fazioni combattenti nella guerra civile che pone le basi per una riappacificazione.[21]
- 7 febbraio: 
  - Primo turno delle elezioni generali in Ecuador.
  - Elezioni parlamentari in Liechtenstein.
- 13 febbraio: l'ex presidente statunitense Donald Trump viene assolto dal Senato dal secondo impeachment a suo carico.[22]
- 14 febbraio: elezioni parlamentari in Kosovo.
- 18 febbraio: il rover della NASA Perseverance, lanciato il 30 luglio 2020, atterra con successo su Marte. La missione del rover è quella di cercare primordiali segni di vita sul pianeta e di fare esperimenti per preparare future missioni con equipaggio.[23]
- 19 febbraio: gli Stati Uniti rientrano negli accordi di Parigi, 107 giorni dopo averli abbandonati.[24]
- 26 febbraio: l'esercito armeno ordina al primo ministro Nikol Pashinyan di dimettersi; Pashinyan accusa i militari di un colpo di Stato.[25]
- 28 febbraio: elezioni parlamentari in El Salvador.

### Marzo
- 1º marzo: in seguito a divergenze sulla sovranità del Sahara Occidentale, il Marocco sospende i rapporti diplomatici con l'ambasciata tedesca a Rabat.[26]
- 5 marzo: a Mogadiscio, capitale della Somalia, un attentato esplosivo causa oltre 20 morti e 30 feriti.[27]
- 6 marzo: Papa Francesco incontra il maggior ayatollah Ali al-Sistani a Najaf, in Iraq. È il primo incontro in assoluto tra un Papa e un maggior Ayatollah.[28]
- 7 marzo: in un referendum gli svizzeri vietano il burqa e il niqab con il 51% dei voti.[29]
- 17 marzo: elezioni legislative nei Paesi Bassi.

- 23 marzo:

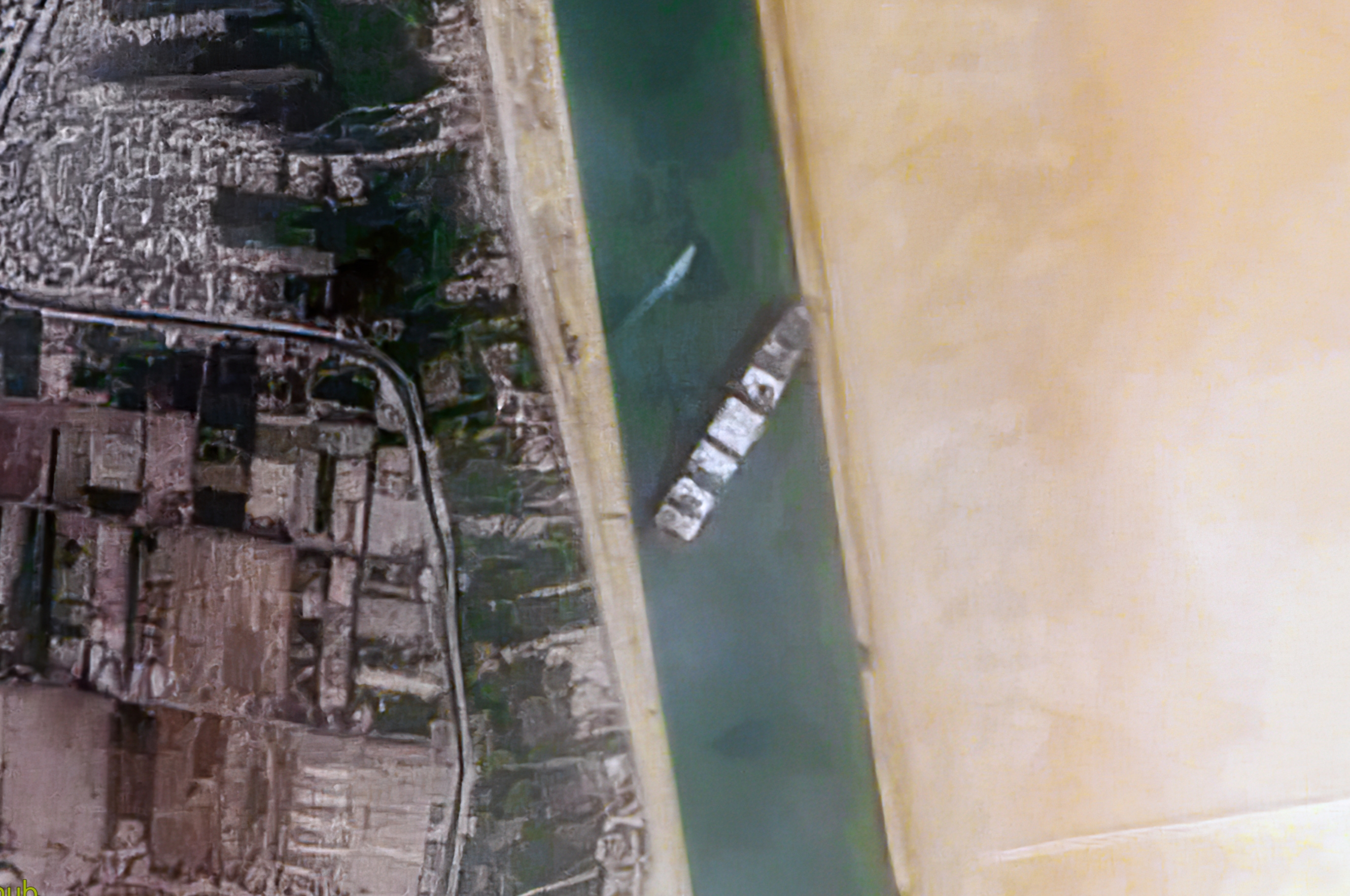
Immagine satellitare di Ever Given che blocca il Canale di Suez ripresa da un satellite Sentinel-2

  - Elezioni parlamentari in Israele.
  - La nave Ever Given, una delle più grandi portacontainer al mondo, s'incaglia nel Canale di Suez, causandone l'ostruzione e bloccando oltre 280 navi per sei giorni.[30]

### Aprile
- 4 aprile: elezioni parlamentari in Bulgaria.[31]
- 11 aprile: elezioni generali in Perù.

Il primo volo del drone-elicottero della NASA ingenuity

- 19 aprile: l'elicottero della NASA Ingenuity, parte della missione Mars 2020, si leva in volo su Marte, diventando il primo velivolo a motore nella storia a decollare su un altro pianeta.[32][33]
- 20 aprile: viene ucciso negli scontri con le forze ribelli il presidente del Ciad Idriss Déby, in carica dal 1990. In seguito la costituzione del paese viene sospesa, il Parlamento sciolto e si insedia una giunta militare (guidata dal figlio di Déby) che guiderà il paese per 18 mesi.[34]
- 25 aprile: elezioni parlamentari in Albania.
- 28 aprile-1 maggio: le controversie di confine tra Kirghizistan e Tagikistan sfociano in violenti scontri armati con l'uccisione di 55 persone e circa 50.000 sfollati.

### Maggio
- 8 maggio: in Afghanistan, un attentato nei pressi di una scuola di Kabul uccide almeno 85 persone e ne ferisce altre 165.[35][36]
- 10 maggio: inizia la crisi israelo-palestinese del 2021: Israele bombarda la Striscia di Gaza a seguito del lancio di missili da parte di Hamas contro il territorio israeliano.[37]
- 14 maggio: l'Agenzia spaziale cinese fa atterrare il rover Zhurong a Utopia Planitia, su Marte, rendendo la Cina il quarto paese a raggiungere la superficie del pianeta, e il secondo ad averci portato un rover.
- 30 maggio: elezioni parlamentari a Cipro.

### Giugno
- 6 giugno: elezioni parlamentari in Messico.

### Luglio
- 1º luglio: la Slovenia assume la presidenza di turno dell'Unione Europea.
- 7 luglio: un commando uccide il presidente di Haiti Jovenel Moïse e ferisce gravemente la first lady del Paese.[38][39]
- 11 luglio: Seconde elezioni parlamentari in Bulgaria, dopo il fallimento da parte dei partiti sulla formazione di un governo.

### Agosto

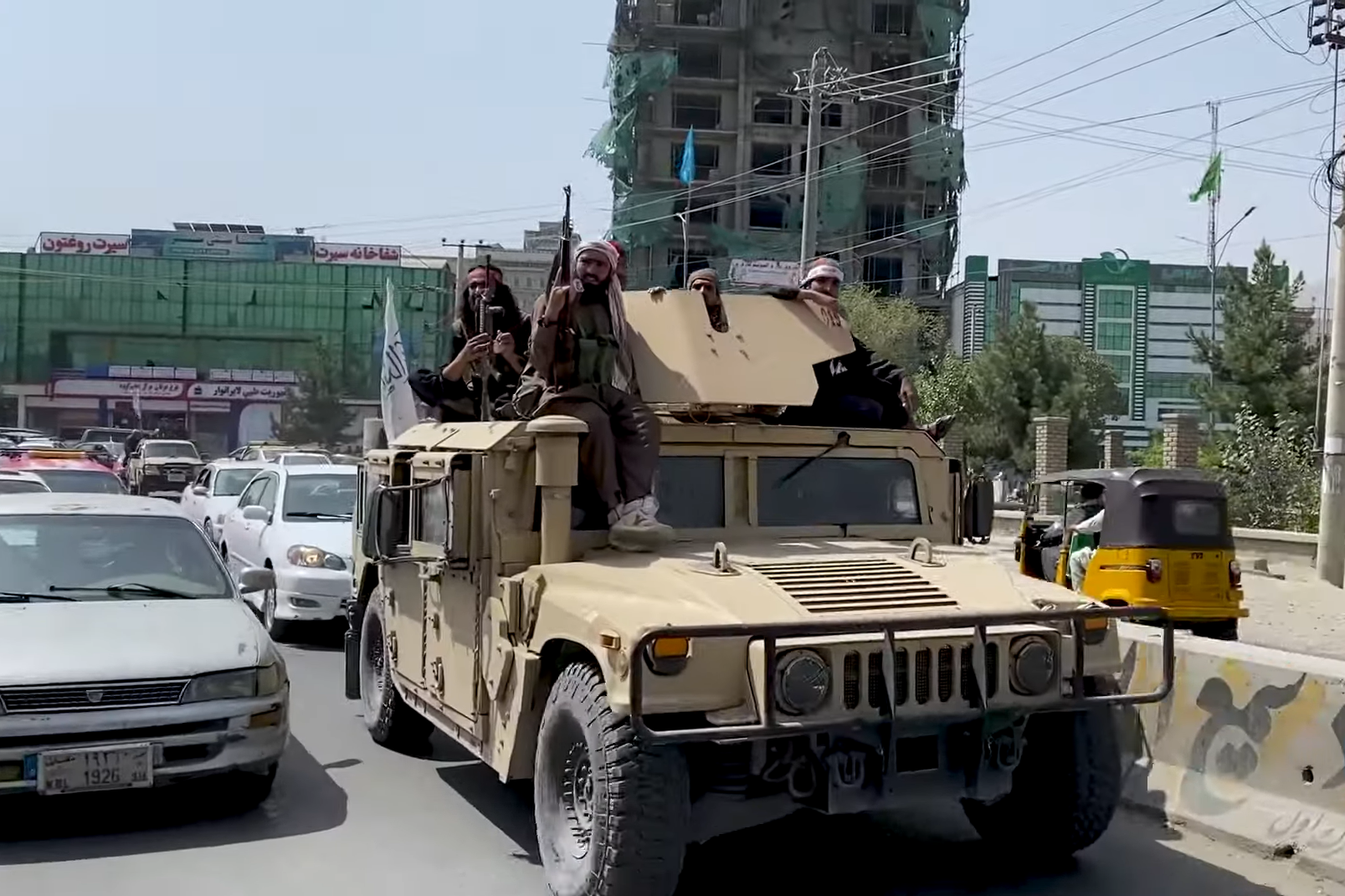
Talebani pattugliano Kabul il 17 agosto dopo aver preso la città

- 14 agosto: l'America centrale viene colpita da un sisma di magnitudo 7.2, con epicentro ad Haiti che provoca almeno 1 500 vittime.[40]
- 15 agosto: i Talebani conquistano Kabul, capitale dell'Afghanistan, a seguito del ritiro delle truppe statunitensi dal territorio afghano.[41]
- 26 agosto: in Afghanistan un attentato kamikaze nei pressi dell'aeroporto di Kabul causa almeno 182 vittime, tra cui 13 membri delle forze armate statunitensi.[42]

### Settembre
- 5 settembre: colpo di Stato in Guinea: l'esercito prende il potere e sostituisce il governo di Alpha Condé.[43]
- 13 settembre: elezioni parlamentari in Norvegia.
- 19 settembre: elezioni parlamentari in Russia.
- 20 settembre: elezioni federali in Canada.
- 25 settembre: elezioni parlamentari in Islanda.
- 26 settembre:
  - elezioni federali in Germania.
  - con un referendum la Svizzera conferma l'approvazione della legge sul matrimonio tra persone dello stesso sesso.[44]

### Ottobre
- 1º ottobre: ha inizio l'Expo 2020 a Dubai, rinviato nel 2021 a causa della Pandemia di COVID-19.
- 8-9 ottobre: elezioni parlamentari in Repubblica Ceca.
- 25 ottobre: Colpo di stato dell'esercito sudanese contro il governo. Il primo ministro Abdalla Hamdok è agli arresti domiciliari. Il presidente Abdel Fattah al-Burhan dichiara lo stato di emergenza e annuncia lo scioglimento del governo.[45]
- 30-31 ottobre: a Roma si tiene il 16º vertice del G20.
- 31 ottobre:
  - elezioni parlamentari in Giappone[46].
  - inizia a Glasgow la XXVI Conferenza sui cambiamenti climatici (COP26) delle Nazioni Unite, posticipata di un anno a causa della pandemia di COVID-19, che si concluderà il 12 novembre.

### Novembre
- 11 novembre: SpaceX e NASA lanciano la missione Crew-3, che ha trasportato quattro membri dell'equipaggio dell'Expedition 66 sulla Stazione spaziale internazionale.[47]
- 21 novembre: elezioni generali in Cile.
- 28 novembre: elezioni generali in Honduras.
- 30 novembre: Barbados diventa una repubblica.[48]

### Dicembre
- 4 dicembre: elezioni presidenziali in Gambia: Adama Barrow viene rieletto[49].
- 12 dicembre: in Nuova Caledonia si tiene il terzo e ultimo referendum sull'indipendenza della collettività francese d'oltremare, con una netta vittoria del no all'indipendenza.[50]
- 19 dicembre: Gabriel Boric vince il ballottaggio per le elezioni presidenziali in Cile.
- 25 dicembre: viene lanciato nello spazio il telescopio spaziale James Webb, successore del telescopio spaziale Hubble[51], in attività dal 1990.

## Nati
- 25 febbraio - Salote Mafile'o Pilolevu, principessa tongana
- 4 giugno - Lilibet di Sussex, principessa britannica

## Morti
Ci sono circa 2 530 voci su persone morte nel 2021; vedi la pagina Morti nel 2021 per un elenco descrittivo o la categoria Morti nel 2021 per un indice alfabetico.

## Calendario
| Calendario 2021 | Calendario 2021 | Calendario 2021 | Calendario 2021 | Calendario 2021 | Calendario 2021 | Calendario 2021 | Calendario 2021 | Calendario 2021 | Calendario 2021 | Calendario 2021 | Calendario 2021 | Calendario 2021 | Calendario 2021 | Calendario 2021 | Calendario 2021 | Calendario 2021 | Calendario 2021 | Calendario 2021 | Calendario 2021 | Calendario 2021 | Calendario 2021 | Calendario 2021 | Calendario 2021 | Calendario 2021 | Calendario 2021 | Calendario 2021 | Calendario 2021 | Calendario 2021 | Calendario 2021 | Calendario 2021 | Calendario 2021 | Calendario 2021 |
| --------------- | --------------- | --------------- | --------------- | --------------- | --------------- | --------------- | --------------- | --------------- | --------------- | --------------- | --------------- | --------------- | --------------- | --------------- | --------------- | --------------- | --------------- | --------------- | --------------- | --------------- | --------------- | --------------- | --------------- | --------------- | --------------- | --------------- | --------------- | --------------- | --------------- | --------------- | --------------- | --------------- |
|                 | 1               | 2               | 3               | 4               | 5               | 6               | 7               | 8               | 9               | 10              | 11              | 12              | 13              | 14              | 15              | 16              | 17              | 18              | 19              | 20              | 21              | 22              | 23              | 24              | 25              | 26              | 27              | 28              | 29              | 30              | 31              |                 |
| Gennaio         | Ve              | Sa              | Do              | Lu              | Ma              | Me              | Gi              | Ve              | Sa              | Do              | Lu              | Ma              | Me              | Gi              | Ve              | Sa              | Do              | Lu              | Ma              | Me              | Gi              | Ve              | Sa              | Do              | Lu              | Ma              | Me              | Gi              | Ve              | Sa              | Do              |                 |
| Febbraio        | Lu              | Ma              | Me              | Gi              | Ve              | Sa              | Do              | Lu              | Ma              | Me              | Gi              | Ve              | Sa              | Do              | Lu              | Ma              | Me              | Gi              | Ve              | Sa              | Do              | Lu              | Ma              | Me              | Gi              | Ve              | Sa              | Do              |                 |                 |                 |                 |
| Marzo           | Lu              | Ma              | Me              | Gi              | Ve              | Sa              | Do              | Lu              | Ma              | Me              | Gi              | Ve              | Sa              | Do              | Lu              | Ma              | Me              | Gi              | Ve              | Sa              | Do              | Lu              | Ma              | Me              | Gi              | Ve              | Sa              | Do              | Lu              | Ma              | Me              |                 |
| Aprile          | Gi              | Ve              | Sa              | Do              | Lu              | Ma              | Me              | Gi              | Ve              | Sa              | Do              | Lu              | Ma              | Me              | Gi              | Ve              | Sa              | Do              | Lu              | Ma              | Me              | Gi              | Ve              | Sa              | Do              | Lu              | Ma              | Me              | Gi              | Ve              |                 |                 |
| Maggio          | Sa              | Do              | Lu              | Ma              | Me              | Gi              | Ve              | Sa              | Do              | Lu              | Ma              | Me              | Gi              | Ve              | Sa              | Do              | Lu              | Ma              | Me              | Gi              | Ve              | Sa              | Do              | Lu              | Ma              | Me              | Gi              | Ve              | Sa              | Do              | Lu              |                 |
| Giugno          | Ma              | Me              | Gi              | Ve              | Sa              | Do              | Lu              | Ma              | Me              | Gi              | Ve              | Sa              | Do              | Lu              | Ma              | Me              | Gi              | Ve              | Sa              | Do              | Lu              | Ma              | Me              | Gi              | Ve              | Sa              | Do              | Lu              | Ma              | Me              |                 |                 |
| Luglio          | Gi              | Ve              | Sa              | Do              | Lu              | Ma              | Me              | Gi              | Ve              | Sa              | Do              | Lu              | Ma              | Me              | Gi              | Ve              | Sa              | Do              | Lu              | Ma              | Me              | Gi              | Ve              | Sa              | Do              | Lu              | Ma              | Me              | Gi              | Ve              | Sa              |                 |
| Agosto          | Do              | Lu              | Ma              | Me              | Gi              | Ve              | Sa              | Do              | Lu              | Ma              | Me              | Gi              | Ve              | Sa              | Do              | Lu              | Ma              | Me              | Gi              | Ve              | Sa              | Do              | Lu              | Ma              | Me              | Gi              | Ve              | Sa              | Do              | Lu              | Ma              |                 |
| Settembre       | Me              | Gi              | Ve              | Sa              | Do              | Lu              | Ma              | Me              | Gi              | Ve              | Sa              | Do              | Lu              | Ma              | Me              | Gi              | Ve              | Sa              | Do              | Lu              | Ma              | Me              | Gi              | Ve              | Sa              | Do              | Lu              | Ma              | Me              | Gi              |                 |                 |
| Ottobre         | Ve              | Sa              | Do              | Lu              | Ma              | Me              | Gi              | Ve              | Sa              | Do              | Lu              | Ma              | Me              | Gi              | Ve              | Sa              | Do              | Lu              | Ma              | Me              | Gi              | Ve              | Sa              | Do              | Lu              | Ma              | Me              | Gi              | Ve              | Sa              | Do              |                 |
| Novembre        | Lu              | Ma              | Me              | Gi              | Ve              | Sa              | Do              | Lu              | Ma              | Me              | Gi              | Ve              | Sa              | Do              | Lu              | Ma              | Me              | Gi              | Ve              | Sa              | Do              | Lu              | Ma              | Me              | Gi              | Ve              | Sa              | Do              | Lu              | Ma              |                 |                 |
| Dicembre        | Me              | Gi              | Ve              | Sa              | Do              | Lu              | Ma              | Me              | Gi              | Ve              | Sa              | Do              | Lu              | Ma              | Me              | Gi              | Ve              | Sa              | Do              | Lu              | Ma              | Me              | Gi              | Ve              | Sa              | Do              | Lu              | Ma              | Me              | Gi              | Ve              |                 |

## Premi Nobel
In quest'anno sono stati conferiti i seguenti Premi Nobel:
- per la medicina: David Julius, Ardem Patapoutian
- per la fisica: Syukuro Manabe, Klaus Hasselmann, Giorgio Parisi
- per la chimica: Benjamin List, David MacMillan
- per la letteratura: Abdulrazak Gurnah
- per la pace: Maria Ressa, Dmitrij Muratov
- per l'economia: David Card, Joshua Angrist, Guido Imbens

## Musica

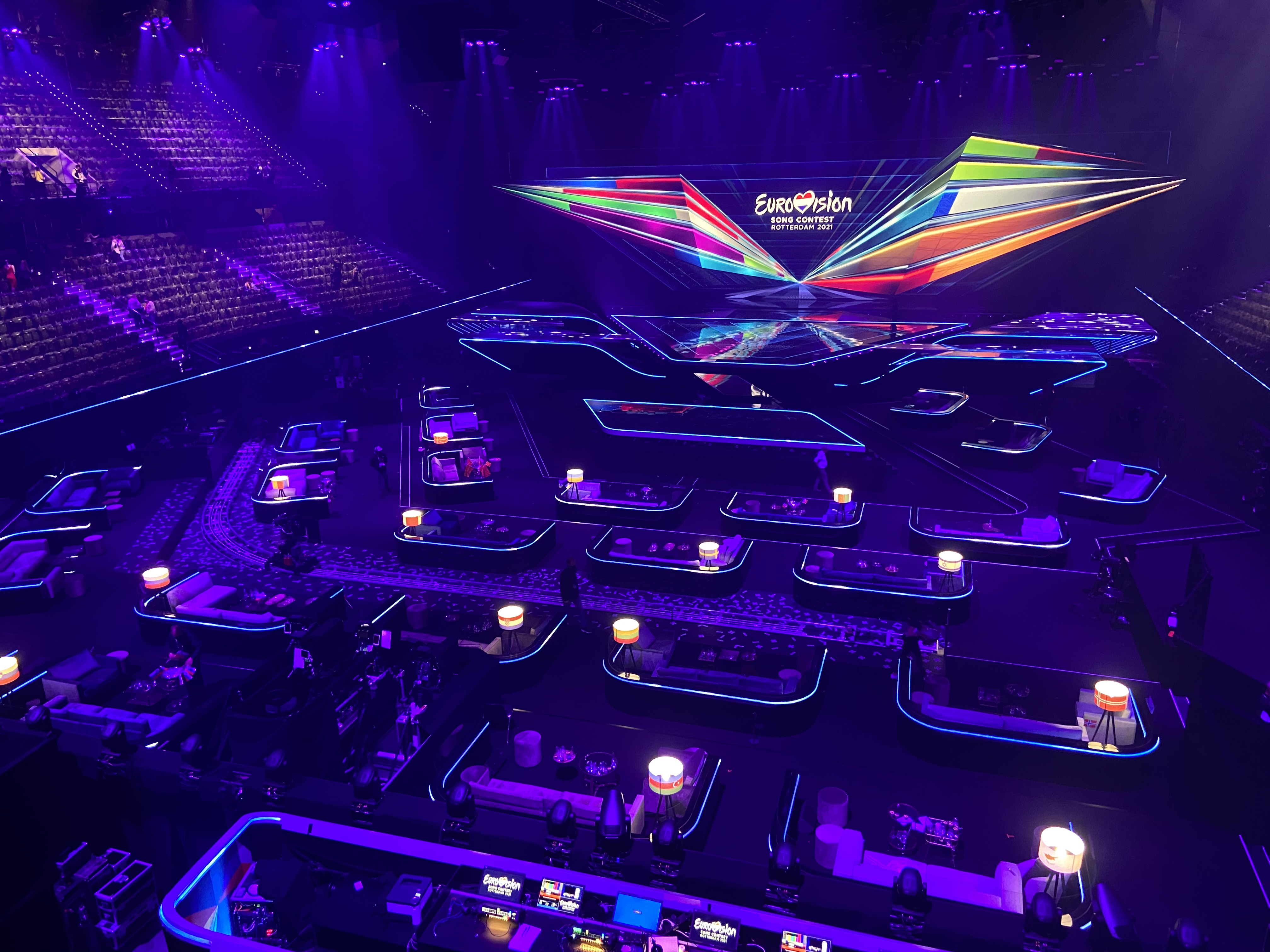
Il palco dell'Eurovision Song Contest 2021

- 22 maggio: i Måneskin vincono per l'Italia la 65ª edizione dell'Eurovision Song Contest, ospitata a Rotterdam, nei Paesi Bassi, con la canzone Zitti e buoni.[52]
- 19 dicembre: Maléna vince per l'Armenia la 19ª edizione del Junior Eurovision Song Contest, ospitata a Parigi, in Francia, con la canzone Qami qami.

## Sport

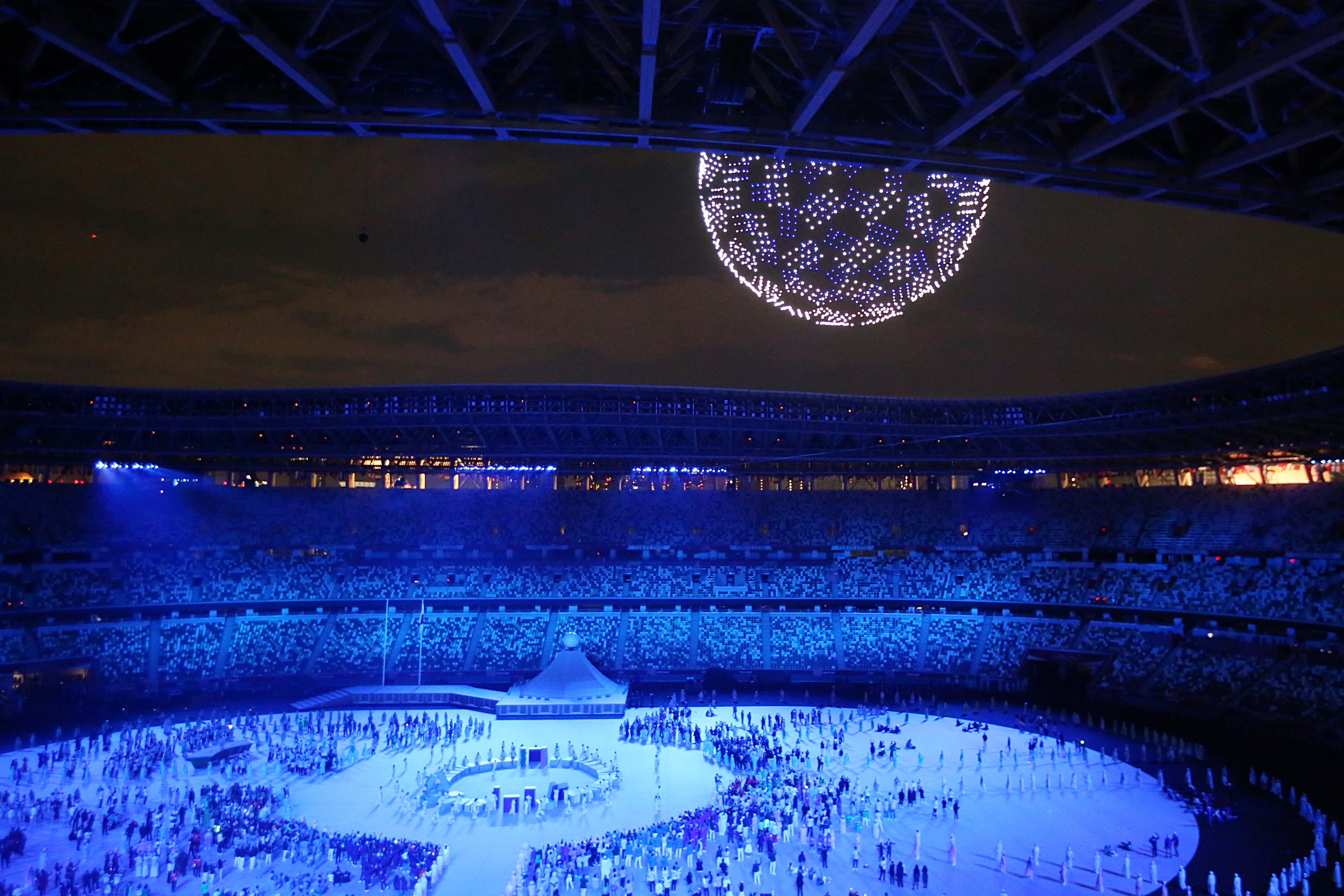
La cerimonia d'apertura dei Giochi della XXXII Olimpiade

- Dall'8 febbraio al 21 febbraio: Campionati mondiali di sci alpino 2021 a Cortina d'Ampezzo.
- 29 maggio: a Porto il Chelsea diventa campione d'Europa di calcio per la seconda volta battendo 1-0 il Manchester City.
- 10 luglio: L'Argentina vince la Copa América 2021 battendo il Brasile allo Stadio Maracanã per 1-0.
- 11 luglio: l’Italia vince l'edizione pan-europea degli Europei di calcio, svoltasi in undici nazioni europee a partire dall'11 giugno.[53][54]
- Dal 23 luglio all'8 agosto: Giochi della XXXII Olimpiade a Tokyo.
- 4 settembre: l'Italia vince il Campionato europeo femminile di pallavolo per la terza volta nella sua storia.
- Dal 24 agosto al 5 settembre: XVI Giochi paralimpici estivi a Tokyo.
- 19 settembre: l'Italia vince il Campionato europeo di pallavolo maschile per la settima volta nella sua storia.
- 3 ottobre: il Portogallo vince la FIFA Futsal World Cup 2021 battendo in finale l'Argentina per 2-1.
- 10 ottobre: la Francia vince la UEFA Nations League 2020-2021 battendo la Spagna per 2-1.
- Dal 14 novembre al 21 novembre: Si disputano le ATP Finals 2021 a Torino.
- 12 dicembre: Max Verstappen si aggiudica il campionato mondiale di Formula 1 2021.